# ユリウス・オブセクエンス
ユリウス・オブセクエンス（ラテン語: Julius Obsequens, 生没年未詳）は、古代ローマの作家と推測されている人物。16世紀になって出版された『プロディギオルム・リベッルス（ラテン語: Prodigiorum libellus、驚異の書）』（『デ・プロディッギス（ラテン語: De Prodigiis、驚異論）』）の著者として知られる。しかし、古代ローマ人によって言及された記録が全く確認できていない上、唯一の著書の中にも自伝的記載はほとんどないため、生きていた時代や場所がはっきりとは特定されていない。一応、彼の生きた時代については、4世紀と推測する者もおり、現在この推測が受け容れられている。

## 驚異の書
これは、ティトゥス・リウィウスの著書から抜粋する形で、紀元前249年から紀元前12年までに古代ローマで起こったという「驚異」をまとめた書物である。
ここでいう「驚異」は、やや通俗的に言えば超常現象の類であり、日食や流星といった現在では不思議と思われていない現象を含む一方で、「太陽が複数現れる」「夜中に太陽が現れる」といった通常起こりえない事象も含んでいる。こうした「驚異」は、何らかの変事の前兆、あるいは神の御業を表すものと見なされていた。

### 書誌
彼の手稿や古写本は一切現存していない。印刷本としては、1508年にヴェネツィアのアルドゥス・マヌティウスによって刊行されたものが最初である。それ以降も版を重ね、1552年には、バーゼルの文献学者コンラドゥス・リュコステネスによって補われた版が登場し、以降この補訂版が受け入れられた。
- 1508年 - ヴェネツィア、アルド・マヌーツィオ
- 1514年 - ストラスブール、ベアトゥス・レアヌス
- 1529年 - パリ、ロベール・エティエンヌ
- 1552年 - バーゼル、ヨハンネス・オポリン（リュコステネス編集）
- 1554年 - リヨン、ジャン・ド・トゥルヌ（イタリア語訳版）
- 1555年 - リヨン、ジャン・ド・トゥルヌ（フランス語訳版）

以降もアムステルダム、ライデン、パリなどで刊行され、19世紀まで版を重ねた。